# Calyptraemalva catharinensis
Calyptraemalva catharinensis är en malvaväxtart som beskrevs av Antonio Krapovickas. Calyptraemalva catharinensis ingår i släktet Calyptraemalva och familjen malvaväxter. Inga underarter finns listade i Catalogue of Life.